# Глобула Бока

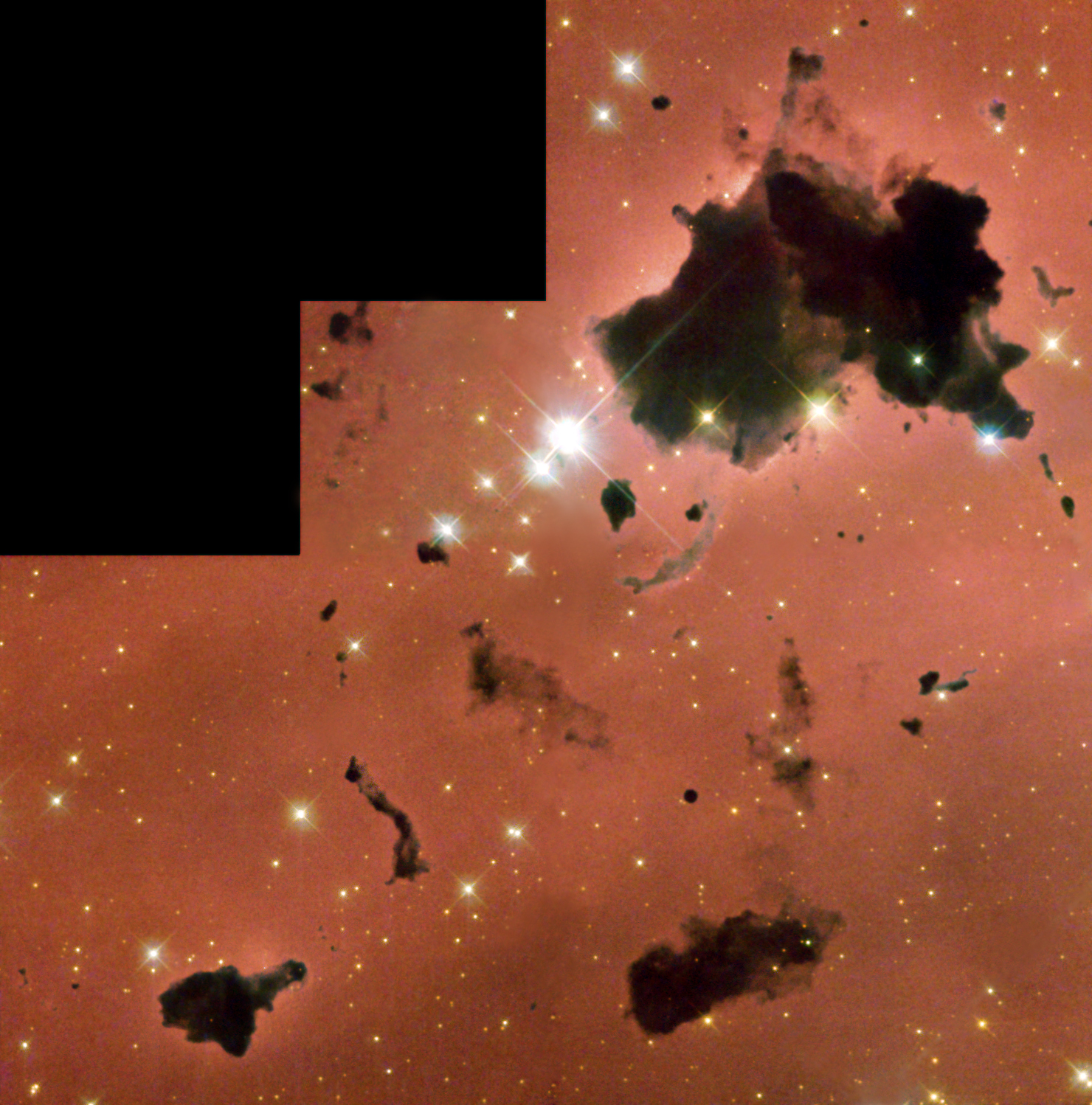
Зображення «Глобул Текері», ряду глобул Бока на ділянці H II IC 2944, зняте Ширококутною і планетарною камерою телескопу Габбл

Глобули Бока — це темні хмари щільного космічного пилу та газу, в яких деколи відбувається формування зірок. Глобули Бока спостерігають всередині зон H II (ділянок іонізованого водню), і вони як правило мають масу від 2 до 50 мас Сонця у об'ємі близько одного світлового року³ (бл. 4,5 × 1047 м³). Вони містять молекулярний водень (H2), оксиди вуглецю та гелій, а також бл. 1 % (по масі) кремнієвого пилу. Глобули Бока як правило мають результатом формування подвійних або більше зоряних систем.
Глобули Бока вперше спостерігав астроном Барт Ян Бок в 1940-х рр. У роботі 1947 року, Бок та Е. Ф. Рейлі висунули теорію, що ці темні хмари є 'подібними до лялечок комах', в яких відбувається гравітаційний колапс, завдяки якому будуть сформовані нові зорі та зоряні скупчення.
Цю гіпотезу було важко перевірити, оскільки візуально практично не можливо побачити, що відбувається всередині щільної темної хмари, яка поглинає все видиме світло, що йде зсередини неї. Аналіз спостережень в ближньому інфрачервоному випромінюванні, надрукований у 1990 році, підтвердив, що зірки народжуються всередині глобул Бока. Подальші спостереження виявили, що всередині деяких глобул Бока міститься джерело тепла, деякі містять об'єкти Гербіга-Аро,, а деякі демонструють витоки молекулярного газу. Аналіз досліджень атомних спектрів на міліметрових хвилях також надав докази падіння матеріалу на протозірку, що формується.
Глобули Бока залишаються предметом інтенсивних досліджень. Відомо, що вони є одними з найхолодніших об'єктів у Всесвіті, однак їх структура та щільність залишається дещо таємницею. До цього часу для подальшого вивчення глобул застосовувались такі методи, як щільність колони отримана від міжзоряного поглинання ближнього інфрачервоного випромінювання та навіть підрахунок зірок.
Коли глобули Бока розірвані розташованими неподалік зорями, відбувається фрагментація матеріалу та формується хвіст. Такі типи глобул ще називають «кометними глобулами».